# Torre Penna
Torre Penna o Torre di Punta Penne è una torre costiera del Salento della terra d'Otranto. Sorge a Punta Penne (leggenda vuole che deve il suo nome anticamente ad una grande presenza nel mare di Pinna nobilis), una zona della città di Brindisi confinante con l'aeroporto.

## Struttura
La torre sorge come monumento all'interno del Parco naturale comunale di Brindisi Punta Penne Punta del Serrone. La sua costruzione risale come le altre torri costiere salentine durante il Regno di Napoli. Oggi la torre conservata risulta in buona parte in uno stato di abbandono.